# Верхнебельский
Верхнебельский (баш. Верхнебельский) — село в Белорецком районе Республики Башкортостан России. Входит в состав Николаевского сельсовета.

## География

### Географическое положение
Расстояние до:
- районного центра (Белорецк): 38 км,
- центра сельсовета (Николаевка): 18 км,
- ближайшей ж.-д. станции (Белорецк): 41 км.

## История
До 17 декабря 2004 года относилось к Тирлянскому поссовету, который в дальнейшем получил статус сельсовета. 

## Население

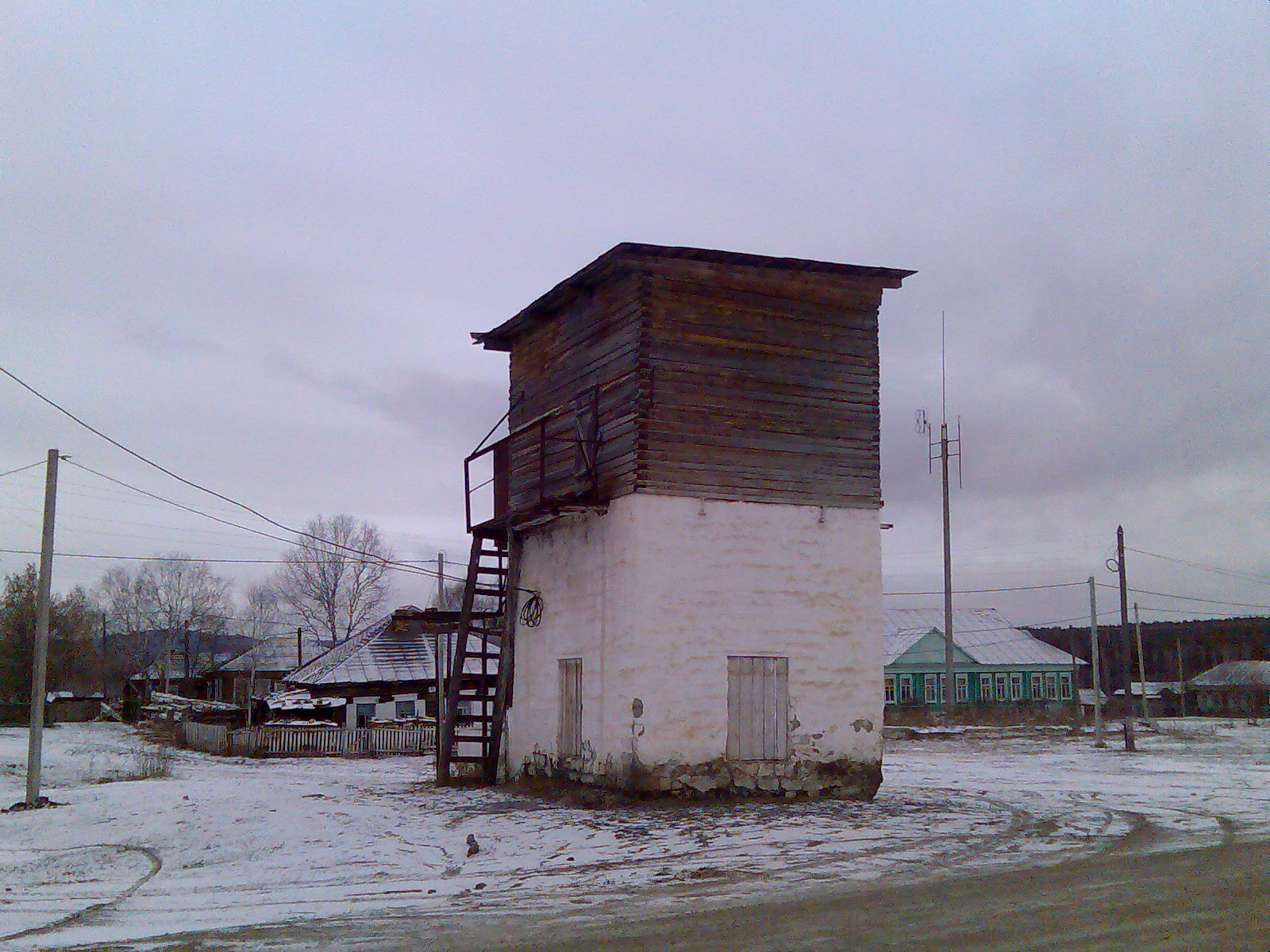
Водонапорная башня

| 2002 | 2009 | 2010 |
| ---- | ---- | ---- |
| 417  | ↗446 | ↘322 |

## Религия
В селе есть православная часовня иконы Божией Матери Спорительница хлебов.